# Polydesmus goudoti
Polydesmus goudoti är en mångfotingart som beskrevs av Paul Gervais 1847. Polydesmus goudoti ingår i släktet Polydesmus och familjen plattdubbelfotingar. Inga underarter finns listade i Catalogue of Life.